# Sunset Rubdown
Sunset Rubdown est un groupe de rock indépendant canadien, originaire de Montréal, au Québec. À l'origine, il s'agit d'un projet solo de Spencer Krug (chant, claviers, guitare) de Wolf Parade. Depuis, le groupe s'est étoffé de Michael Doerkson (guitare, batterie), Camilla Wynne Ingr (chant, percussions), Jordan Robson-Cramer (batterie, guitare) et Mark « the Nuc » Nicol (basse, percussions). Le groupe se sépare en 2009.

## Biographie
Spencer Krug forme le groupe en 2005. Krug publie l'EP solo Sunset Rubdown en janvier 2006. Il est suivi par le premier album du groupe, Shut Up I am Dreaming, enregistré à Montréal au début de 2006 et publié en mai, terminant à la 15e place des meilleurs albums listés par Pitchfork.
Random Spirit Lover, enregistré aux studios Breakglass de Montréal à la fin de l'hiver 2007, est publié sur le propre label du groupe, Jagjaguwar, en octobre la même année. L'enregistrement éclectique est listé par plusieurs critiques comme l'un des meilleurs albums de 2007. Le CD atteint le top 20 des listes de fin d'année et est nommé pour un Plug Award dans la catégorie de meilleur album indépendant de l'année.
En 2007, Mark Nicol est recruté comme cinquième membre. Sunset Rubdown termine sa première tournée européenne en juin 2008. Le groupe enregistre son quatrième album à Chicago après une tournée américaine en fin d'année.  Après une tournée à la fin 2009, Dragonslayer est publié le 23 juin 2009. Dragonslayer finit dans la plupart des listes de fin d'année (Drowned in Sound, Associated Press, Earshot, Chart Attack, Cokemachineglow). Le groupe termine une grande tournée en Europe, aux États-Unis et au Japon, entre septembre et novembre, après laquelle il se sépare.
Le groupe reviendra au printemps 2023 pour jouer leurs premiers spectacles depuis leur dissolution en 2009, a annoncé Spencer Krug. Les excentriques bien-aimés du rock indépendant du milieu à la fin des années 2000 joueront une paire de courtes tournées nord-américaines et, selon un communiqué de presse, pourraient enregistrer un nouvel album pour démarrer.
Après avoir terminé une tournée en 2009 à Tokyo, Krug a déclaré plus tard : "Le groupe n'a jamais parlé de se séparer, mais nous savions tous que cela se produirait." Son projet Moonface a été lancé en 2010 et a sorti une série d'albums relativement épurés avant que Wolf Parade ne se réunisse au milieu de la décennie.

## Discographie

### Albums studio
- 2005 - Snake's Got a Leg (Global Symphonic)
- 2006 - Shut Up I Am Dreaming (Absolutely Kosher)
- 2007 - Random Spirit Lover (Jagjaguwar)
- 2009 - Dragonslayer (Jagjaguwar)
- 2024 - Always Happy to Explode (Pronounced Kroog / Secretly Distribution)

### EP
- 2006 : Sunset Rubdown (Global Symphonic)
- 2009 : Sunset Rubdown Introducing Moonface (Aagoo Records)